# Pilões (Rio Grande do Norte)
Pilões est une municipalité brésilienne située dans l'État du Rio Grande do Norte.